# Superman: Birthright
Superman: Birthright es una serie de 12 cómics que cuenta la historia de Superman antes de convertirse en un héroe. Comienza con sus primeras experiencias en Smallville y África y traza el inicio de la enemistad con Lex Luthor.

## Argumento
La historia comienza contando la destrucción del planeta Krypton. Jor-El lamenta el hecho de que se mundo haya realizado "milagros que nadie va a recordar" mientras está ocupado preparando el viaje de su hijo Kal-El. La nave de este despega al espacio apenas un momento antes de la destrucción del planeta. Jor-El y su esposa Lara lamentan el hecho de que nunca van a saber si Kal-El sobrevivirá el viaje.

## En otros medios
- La película Superman (2025), está parcialmente inspirada en esta serie del comic. [1]